# Бенбен, Брайан
Брайан Бенбен (англ. Brian Benben , род. 18 июня 1956) — американский актёр, муж Мэделин Стоу.
Бенбен наиболее известен благодаря главной роли в ситкоме «Как в кино» (1990—1996). Также он сыграл роль доктора Шелдона Уоллеса в сериале «Частная практика» (2008—2012) и снялся в собственном недолго просуществовавшем ситкоме в 1998 году. Также он снялся в фильмах «Ангел тьмы» и «Убийства в стране радио», а также в недолго просуществовавшем сериале «Кэй О’Брайен» с Патрицией Кэлембер. В 1981 году, на съёмках мини-сериала «Гангстерские хроники», он познакомился с актрисой Мэделин Стоу и год спустя женился на ней. У них есть дочь по имени Мэй, родившаяся в 1996 году.

## Фильмография
| Год       | Название                            | Роль                | Примечания   |
| --------- | ----------------------------------- | ------------------- | ------------ |
| 1981      | The Gangster Chronicles             | Michael Lasker      | мини-сериал  |
| 1986      | Kay O’Brien                         | Dr. Mark Doyle      | 13 эпизодов  |
| 1990-1996 | Dream On                            | Martin Tupper       | 119 эпизодов |
| 1998      | The Brian Benben Show               | Brian Benben        | 8 эпизодов   |
| 1998      | Kingpin                             | Dr. Heywood Klein   | мини-сериал  |
| 2005      | Мастера ужасов / Masters of Horror  | Dwight Faraday      | эпизод       |
| 2008-2012 | Частная практика / Private Practice | Dr. Sheldon Wallace | 83 эпизода   |
| 2016      | Гастролёры / Roadies                | Престон             |              |

| Год  | Название                                         | Роль                           | Примечания |
| ---- | ------------------------------------------------ | ------------------------------ | ---------- |
| 1982 | Gangster Wars                                    | Michael Lasker                 |            |
| 1988 | В трезвом уме и твёрдой памяти / Clean and Sober | Мартин                         |            |
| 1989 | Mortal Sins                                      | Nathan Weinschank              |            |
| 1990 | Ангел тьмы/ Dark Angel                           | спец. агент Арвуд «Ларри» Смит |            |
| 1994 | Убийства в стране радио / Radioland Murders      | Роджер Хендерсон               |            |